# Pinguipedidae

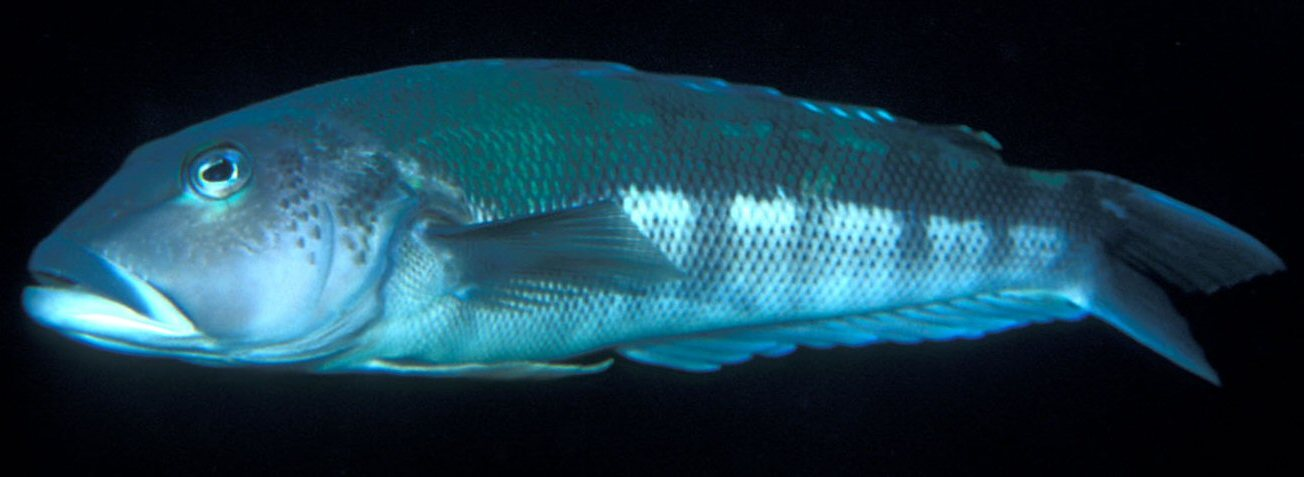
Bacalao azul (Parapercis colias).

Los Pinguipedidae son una familia de peces marinos incluida en el orden Perciformes, distribuidos por las costas del Atlántico de Sudamérica y África, así como por los océanos Índico y sur del Pacífico. Su nombre deriva del latín pinguis (grueso) + del griego pous (pie).
La aleta pélvica se inserta por debajo o antes de la base de la pectoral; aleta caudal entre truncada a profundamente alunada; aleta dorsal con 4 a 5 espinas y 19 a 26 radios blados.
Son bentónicos carnívoros que se alimentan de pequeños peces e invertebrados. Reproductores pelágicos, son muy territoriales, siendo hermafroditas protoginos, que primero se desarrollan como hembras y con más edad se transforman en machos.

## Géneros y especies
Existen unas 83 especies agrupadas en siete géneros:
- Género Kochichthys Kamohara, 1961:
  - Kochichthys flavofasciatus (Kamohara, 1936)

- Género Parapercis Bleeker, 1863:
  - 75 especies, que se pueden consultar en el artículo de este género.

- Género Pinguipes Cuvier en Cuvier y Valenciennes, 1829:
  - Pinguipes brasilianus Cuvier, 1829 - Chanchito (menos comúnmente llamado Perca de mar brasileña o Turco).
  - Pinguipes chilensis Valenciennes, 1833 - Rollizo (menos comúnmente llamado Camote, Bacalao o Canguro).

- Género Prolatilus Gill, 1865:
  - Prolatilus jugularis (Valenciennes, 1833) - Blanquillo, Peje blanco, Cabrilla, Camotillo o Rollizo.

- Género Pseudopercis Miranda Ribeiro, 1903:
  - Pseudopercis numida Miranda Ribeiro, 1903 - Namorado.
  - Pseudopercis semifasciata (Cuvier, 1829) - Salmón de mar o Chanchito.

- Género Ryukyupercis Imamura y Yoshino, 2007:
  - Ryukyupercis gushikeni (Yoshino, 1975)

- Género Simipercis Johnson y Randall, 2006:
  - Simipercis trispinosa Johnson y Randall, 2006